# Mimochroa hypoxantha
Mimochroa hypoxantha là một loài bướm đêm trong họ Geometridae.